# Mohammed Acha
Mohammed Acha (Otukpo, 21 luglio 1973 – 29 ottobre 2002) è stato un cestista nigeriano.

## Carriera
Con la Nigeria ha disputato i Campionati mondiali del 1998 e quattro edizioni dei Campionati africani (1995, 1997, 1999, 2001).